# Fossombrone
Fossombrone es una localidad y comune italiana de la provincia de Pesaro y Urbino, región de las Marcas, con 9835 habitantes.

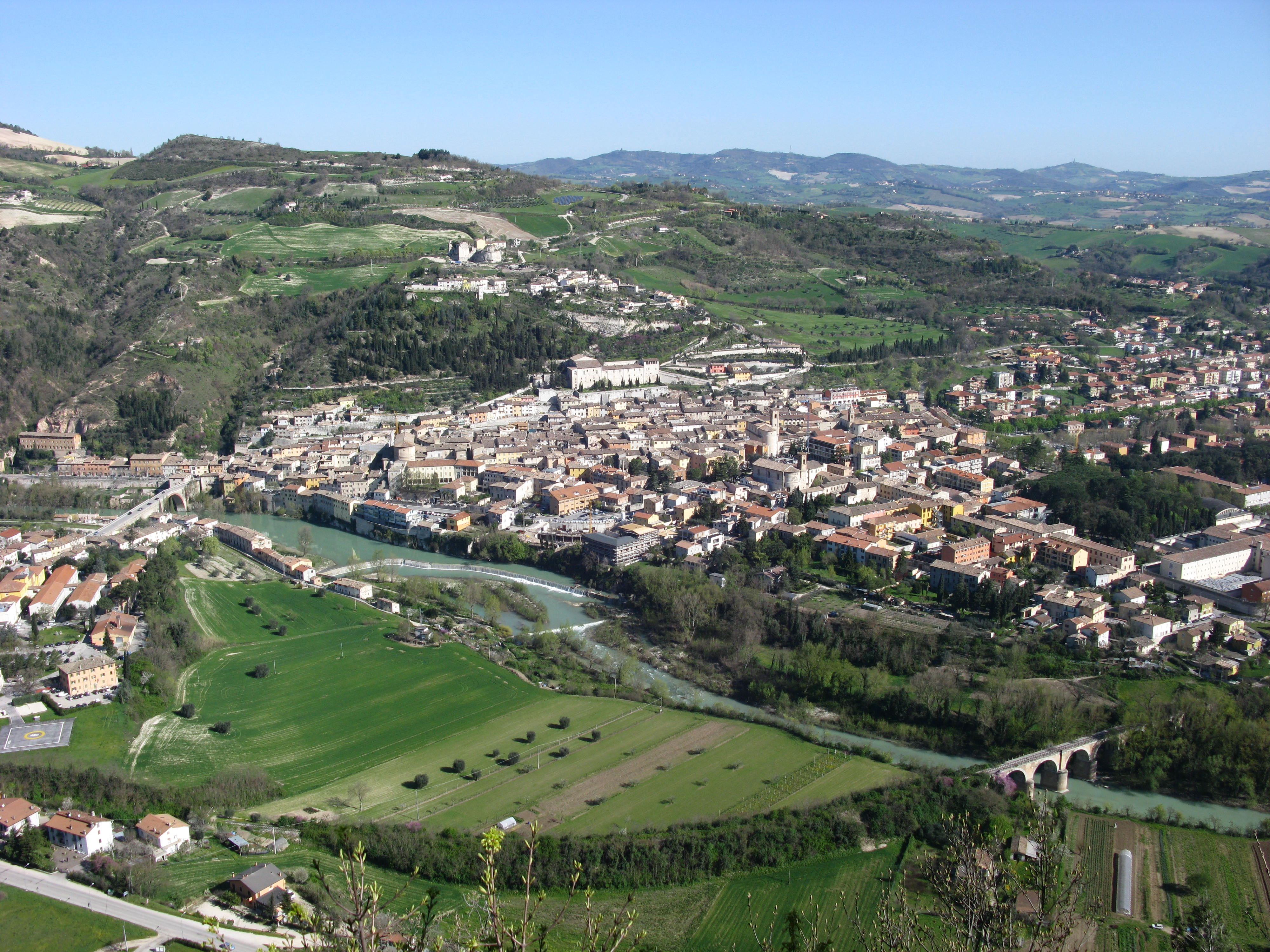
Fossombrone

## Evolución demográfica
| Gráfica de evolución demográfica de Fossombrone entre 1861 y 2011 |
|                                                                   |
| Fuente ISTAT - elaboración gráfica de Wikipedia                   |

## Ciudades hermanadas
Fossombrone está hermanada con las siguientes ciudades:
- Entraigues-sur-la-Sorgue, Provenza-Alpes-Costa Azul, Francia, desde el 15 de octubre de 1988.